# Me (kana)
め in hiragana o メ in katakana è un kana giapponese e rappresenta una mora. La sua pronuncia è [me]. Entrambi hanno un tratto in più rispetto ai kana の e ノ. Il carattere Hiragana sembra simile a ぬ, però non ha l'arriccio finale. 
| Forma                    | Rōmaji     | Hiragana                   | Katakana                   |
| ------------------------ | ---------- | -------------------------- | -------------------------- |
| Normale m- (ま行 ma-gyō) | me         | め                         | メ                         |
| Normale m- (ま行 ma-gyō) | mei mee mē | めい, めぃ めえ, めぇ めー | メイ, メィ メエ, メェ メー |

## Scrittura

### Hiragana

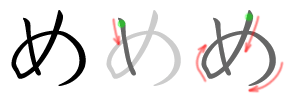
Stile di scrittura di め

L'hiragana め è composto da due tratti:
1. Tratto obliquo, dall'alto in basso ed orientato verso destra.
2. Tratto che inizia come diagonale verticale verso sinistra per poi formare un semicerchio verso destra incrociando il primo tratto.

### Katakana

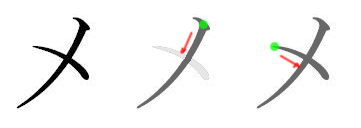
Stile di scrittura di メ

Il katakana メ è composto da due tratti:
1. Piccolo tratto diagonale, dall'alto in basso e da destra verso sinistra, con una leggera flessione verso l'alto come con la seconda parte del primo tratto.
2. Tratto diagonale, scritto da sinistra verso destra e dall'alto in basso, curvato alla base ed incrociato al centro del primo tratto.